# Aéroport national de Guerrero Negro
L’aéroport Guerrero Negro (code IATA : GUB • code OACI : MMGR • code DGAC M. : GUB) est un aéroport situé à 6 km au nord de Guerrero Negro dans la municipalité voisine d’Ensenada, dans le sud de l’État de Basse-Californie, au Mexique. 
Il assure le trafic aérien de la ville de Guerrero Negro, située dans la municipalité de Mulegé, dans le nord de la Basse-Californie du Sud. 

## Compagnies aériennes et destinations
| Compagnies              | Destinations                                                 |
| ----------------------- | ------------------------------------------------------------ |
| Aéreo Servicio Guerrero | Ensenada, Guaymas, Hermosillo, Isla de Cedros, Santa Rosalia |
| Calafia Airlines        | Ciudad Obregón, Guaymas, Hermosillo, Isla de Cedros          |

## Accidents et incidents
- Le 20 décembre 1997, le Douglas C-47 XA-CUC d' Aerolíneas California Pacífico s'est écrasé près de Guerrero Negro sur un vol reliant l'aéroport de Guerrero Negro à l'aéroport Isla de Cedros, Cedros, Basse-Californie[1].